# Музей северных народов Хоккайдо
Музей северных народов Хоккайдо (яп. 北海道立北方民族博物館, Hokkaidō-ritsu Hoppō Minzoku Hakubutsukan) — музей, посвящённый истории и культуре народов Севера Евразии и Америки. Находится в японском городе Абасири на самом северном из японских островов — Хоккайдо.
Был открыт 10 февраля 1991 года.
Музей северных народов экспонирует научно систематизированные результаты исследований в области возникновения, развития и взаимосвязей культуры северных народов.
В музее представлены культуры северных народов, живущих на широком пространстве евразийского материка, Северной Америки от Гренландии на востоке до Скандинавии на западе.
Выделяются следующие тематические направления:
- Воспроизведение среды обитания северных народов;
- Пути и этапы возникновения и развития северных культур;
- Культура региона Охотского моря, связанная с жизнью айнов, начиная с VII века н. э. Основанная на рыболовстве и промыслах морского зверя, она распространилась до юга Сахалина, Курильских островов и Камчатки;
- Жизнь народов в природных условиях Севера;
- Природная среда материка.

Коллекция включает в себя разделы, касающиеся саамов, нанайцев, индейцев северо-западного побережья Северной Америки, а также культуры коренных жителей побережья Охотского моря, айнов, выставлены находки исторических памятников Аляски: одежда, изготовленная из меха, украшения, инструменты для её изготовления, реконструированное жилище эскимосов; и других.
Общая площадь — 2700 м², экспозиционная площадь — 900 м².

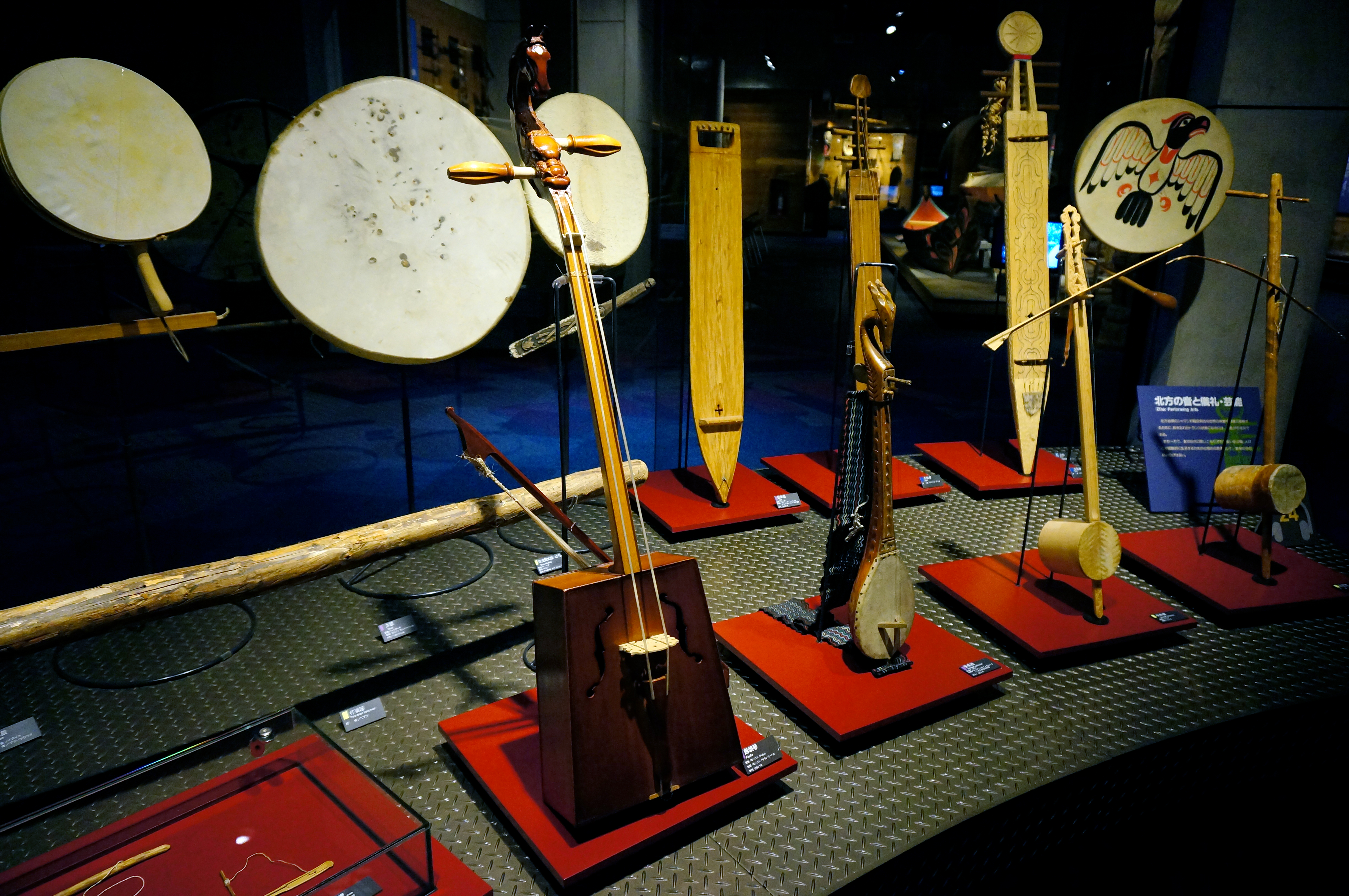
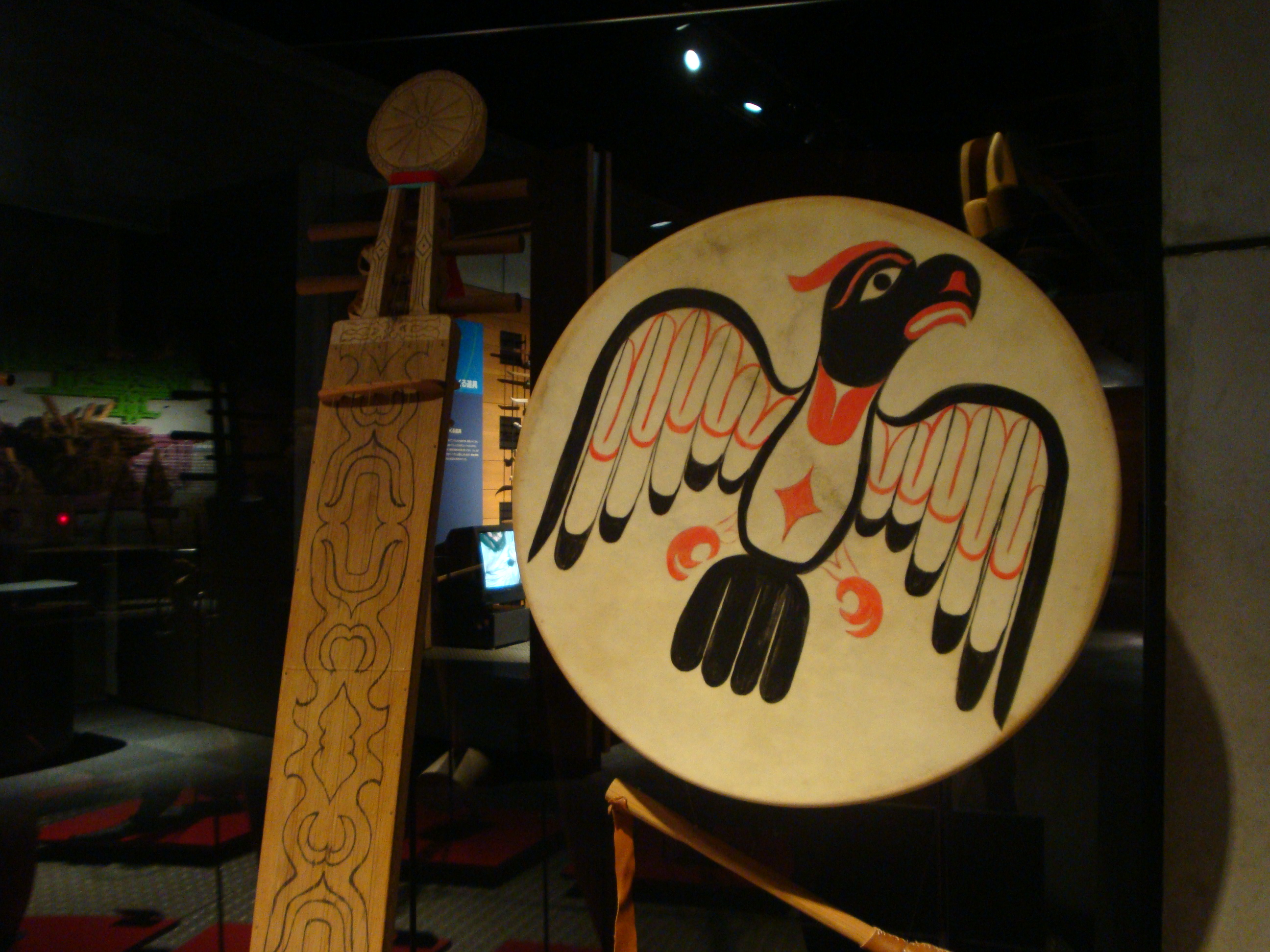
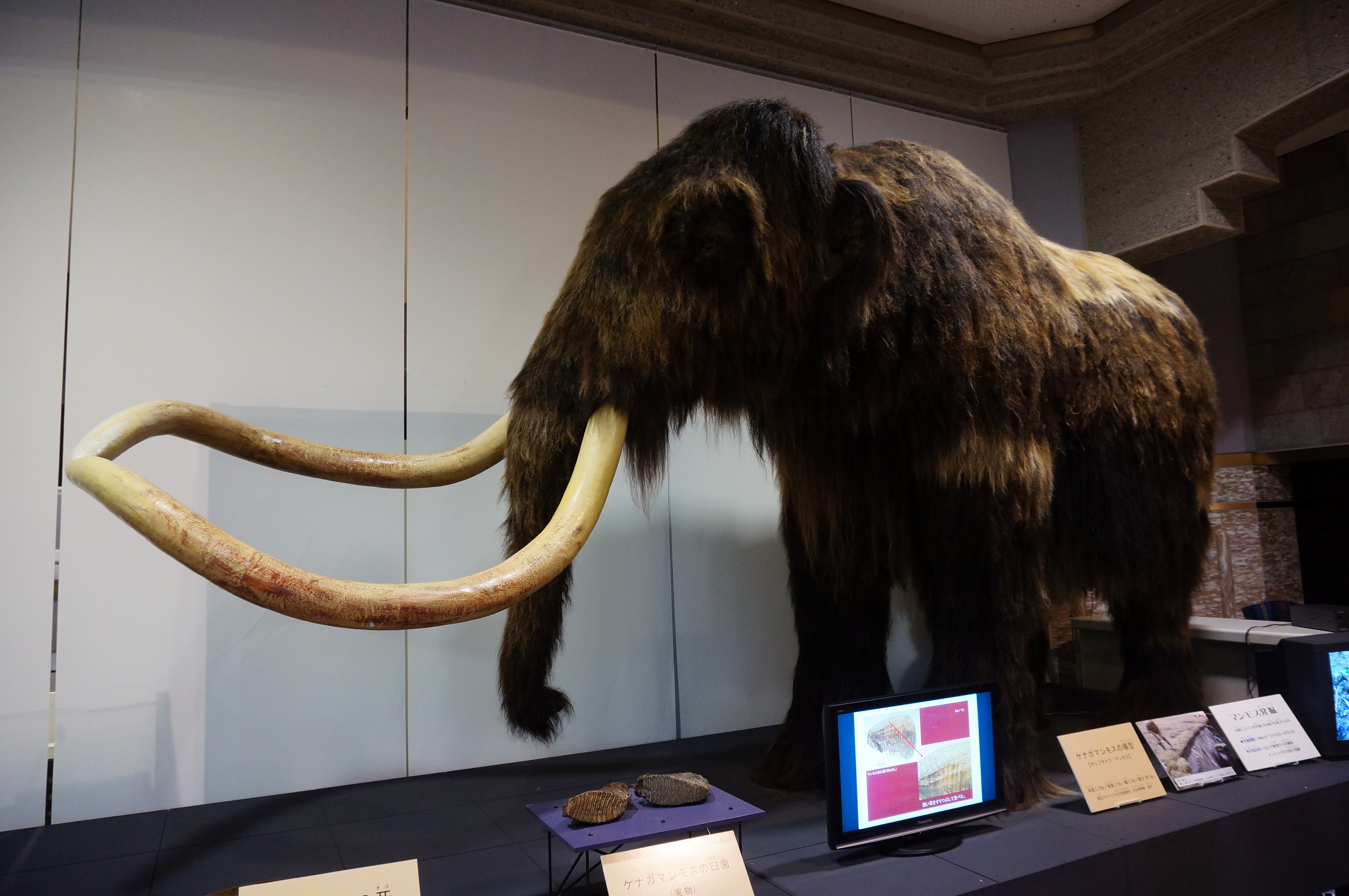
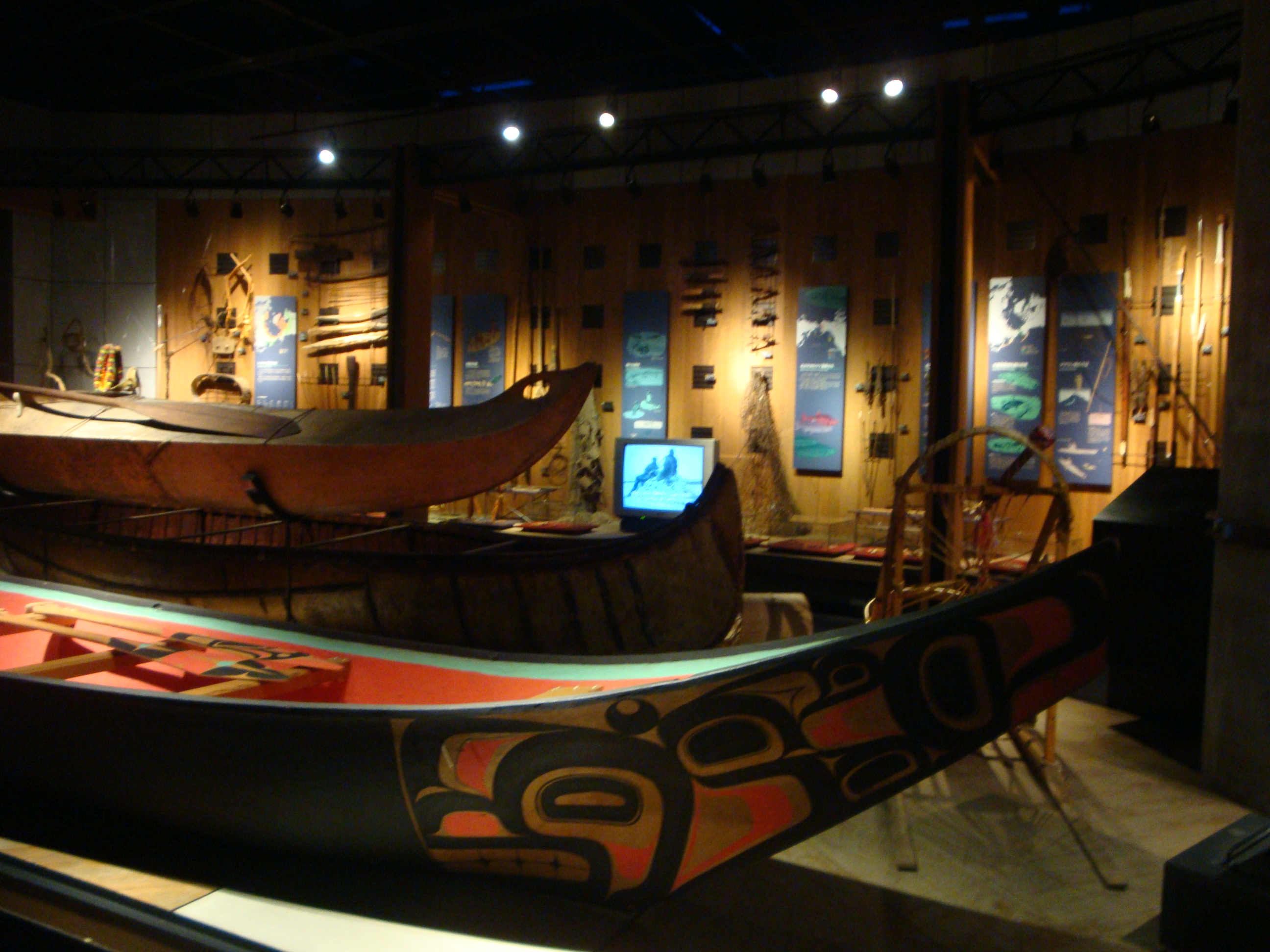
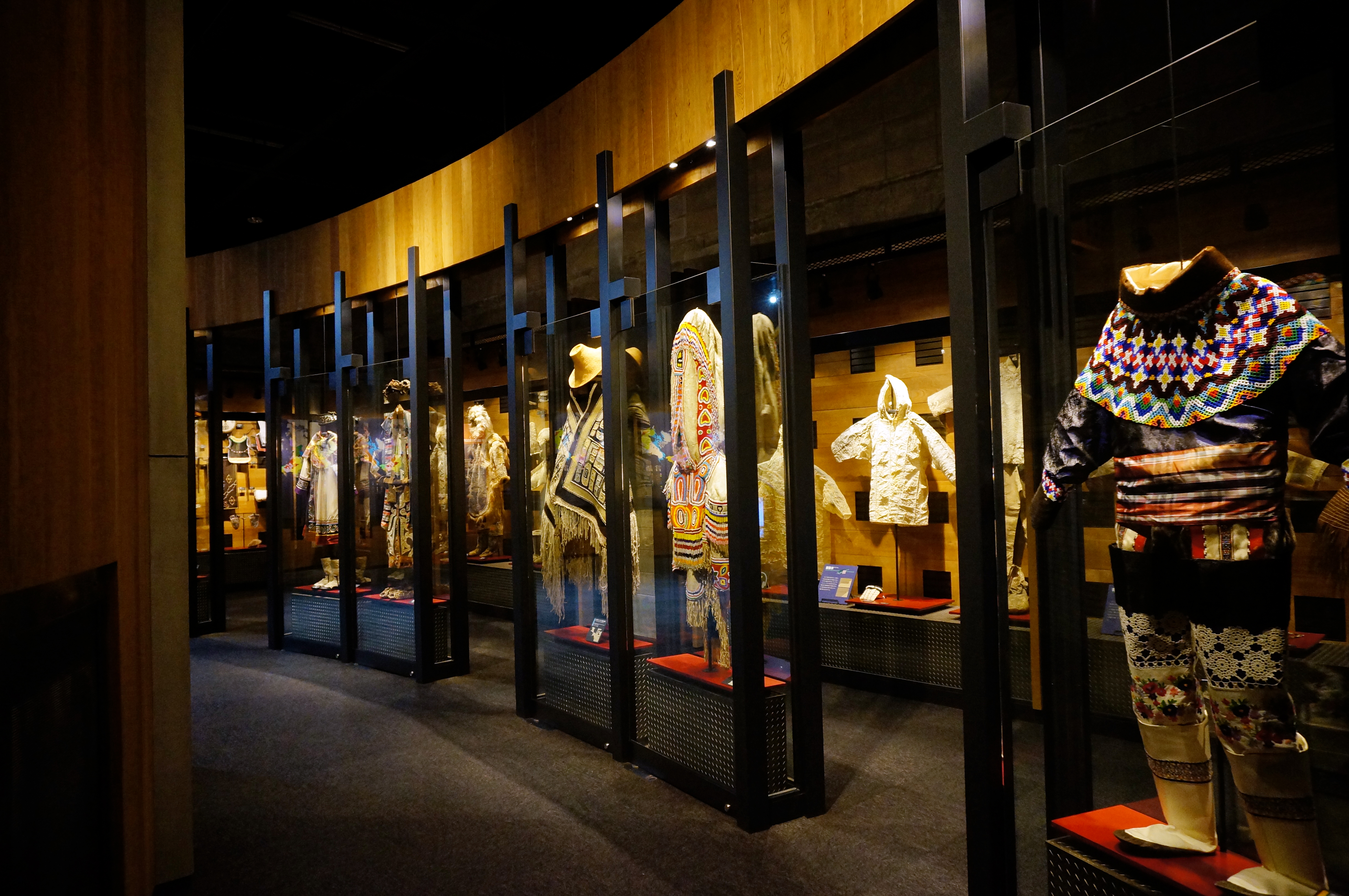